# Natalia Rodríguez Martínez
Natalia Rodríguez Martínez (Tarragona, 2 de juny de 1979) és una ex-atleta i política catalana, que competia en 1500 metres llisos.

## Biografia
La seva especialitat és el mig fons i compta amb la millor marca espanyola de tots els temps de 1500 metres llisos a l'aire lliure, rècord que va establir el 28 d'agost de 2005 a Rieti amb un temps de 3:59.51.
En el Campionat del Món d'atletisme de Berlín 2009 va creuar en primer lloc l'arribada a la final dels 1.500 m llisos, però va ser posteriorment desqualificada per fer caure l'atleta Gelete Burka a falta de 200 metres pel final.
En el Campionat del Món d'atletisme en pista coberta de 2010 celebrat a Doha (Qatar) va aconseguir la medalla de plata en la prova dels 1.500 m llisos amb un temps de 4:08.30 per darrere de l'etíop Kalkidamn Gezahegne, el 14 de març de 2010 sent la primera catalana de la història en guanyar una Medalla als Mundials d'Atletisme.
Als 1.500 m llisos del Campionat d'Europa d'atletisme de 2010, celebrat l'1 d'agost de 2010 a Barcelona (Catalunya), va arribar en la tercera posició.
Va ser breument regidora d'esports de l'Ajuntament de Tarragona. Actualment regenta un centre de fisioteràpia a Tarragona.